# Cratere Tsurayuki

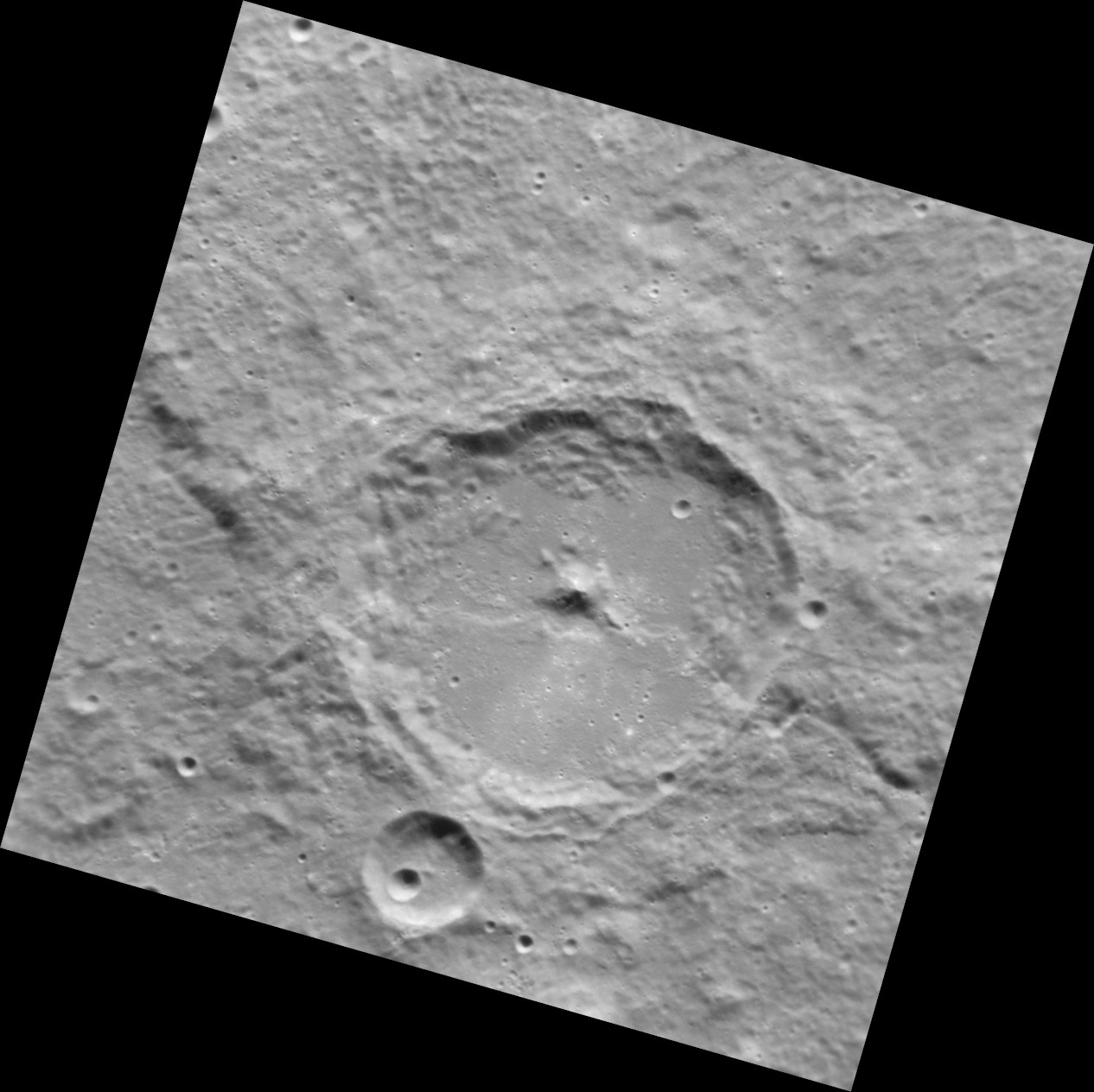
il cratere Tsurayuki

Tsurayuki  è un cratere sulla superficie di Mercurio.
L'Unione Astronomica Internazionale (IAU) ha dato questa denominazione al cratere nel 1976, come omaggio allo scrittore e poeta giapponese Ki no Tsurayuki.
Tsurayuki si affianca al fianco settentrionale del cratere Pushkin e al bordo sud-occidentale del cratere Mendes Pinto.